# Zarzecze (gemeente)
De gemeente Zarzecze is een landgemeente in het Poolse woiwodschap Subkarpaten, in powiat Przeworski.
De zetel van de gemeente is in Zarzecze.
Op 30 juni 2004 telde de gemeente 7156 inwoners.

## Oppervlakte gegevens
In 2002 bedroeg de totale oppervlakte van gemeente Zarzecze 49,24 km², waarvan:
- agrarisch gebied: 82%
- bossen: 9%

De gemeente beslaat 7,05% van de totale oppervlakte van de powiat.

## Demografie
Stand op 30 juni 2004:
| Omschrijving                   | Totaal | Totaal | Vrouwen | Vrouwen | Mannen | Mannen |
| ------------------------------ | ------ | ------ | ------- | ------- | ------ | ------ |
| eenheid                        | aantal | %      | aantal  | %       | aantal | %      |
| inwoners                       | 7156   | 100    | 3637    | 50,8    | 3519   | 49,2   |
| bevolkingsdichtheid (inw./km²) | 145,3  | 145,3  | 73,9    | 73,9    | 71,5   | 71,5   |

In 2002 bedroeg het gemiddelde inkomen per inwoner 1347,3 zł.

## Plaatsen
- Zarzecze
- Kisielów
- Łapajówka
- Maćkówka
- Pełnatycze
- Rożniatów
- Siennów
- Zalesie Żurowskie
- Żurawiczki

## Aangrenzende gemeenten
Kańczuga, Pawłosiów, Pruchnik, Przeworsk, Przeworsk, Roźwienica